# Leptodoras hasemani
Leptodoras hasemani är en fiskart som först beskrevs av Steindachner, 1915.  Leptodoras hasemani ingår i släktet Leptodoras och familjen Doradidae. Inga underarter finns listade i Catalogue of Life.